# Смешти (Бузау)
Смешти (рум. Smeești) насеље је у Румунији у округу Бузау у општини Винтила Вода. Oпштина се налази на надморској висини од 541 m.

## Становништво
Према подацима из 2002. године у насељу је живело 22 становника, од којих су сви румунске националности.